# (33701) Gotthold
(33701) Gotthold est un astéroïde de la ceinture principale.

## Description
(33701) Gotthold est un astéroïde de la ceinture principale. Il fut découvert le 18 mai 1999 à Socorro (Nouveau-Mexique) par le projet LINEAR. Il présente une orbite caractérisée par un demi-grand axe de 2,28 UA, une excentricité de 0,15 et une inclinaison de 5,1° par rapport à l'écliptique.